# Бетмен
Бетмен (англ. Batman; «людина-кажан») — вигаданий персонаж, герой, персонаж коміксів видавництва DC Comics, який вперше з'явився у серії «Detective Comics» у травні 1939 року.
Поряд з Суперменом, Бетмен є одним з найпопулярніших і відомих героїв коміксів. Його створив художник Боб Кейн у співавторстві з письменником Біллом Фінґером. Донедавна Боб Кейн вважався головним творцем персонажа, але після багатьох досліджень, у 2015 році авторство було передано Біллу Фінґеру, бо справжній внесок Кейна в створення героя був досить незначний.

## Історія
Герой, який уперше з'явився у 27 випуску «Detective Comics» у травні 1939 року. За маскою чорного месника ховається Брюс Вейн: мільйонер, плейбой і філантроп. Після того, як у нього на очах вбито його батьків, він зайнявся тренуванням свого тіла й духу до повної досконалості, винайшов костюм і зайнявся боротьбою зі злочинністю. На відміну від багатьох супергероїв він не володіє ніякою надлюдською силою або здібностями: він покладається тільки на свій розум, сміливість, техніку і фізичну силу. Також Бетмен входить до складу Ліги справедливості.

## Біографія
Брюс Вейн син доктора Томаса Вейна і його дружини Марти. Хлопчик зростав у благополучній, респектабельній обстановці. Але щасливе дитинство Брюса закінчилося, коли на його очах батьків застрелив вуличний грабіжник Джо Чілл. Брюс дуже важко переніс їхню загибель, він присягнувся, що зробить усе можливе і неможливе для того, щоб більше ніхто не пережив подібне страхіття. Найбільшою його мрією життя було помститися усьому кримінальному світові.
Брюс дорослішав і постійно дивував своїх опікунів, друга сім'ї Вейнів Леслі Томпкінс і дворецького Альфреда, своїми здібностями в усіх дисциплінах: від математики до спорту. З 18 років Брюс почав подорожувати всім світом. У Лондоні він вивчав розшукову справу в найкращих детективів, у Франції патологанатомію, у Японії вдосконалював свої бойові навички, у Німеччині вивчав тонкощі права. Також він таємно навчався бойових мистецтв в організації «Ліга Тіней», а його наставником був сам Рас аль Ґул. Через 5 років він був готовий до своєї місії. Повернувшись після тривалої відсутності у рідне місто Ґотем, Брюс спробував втілити у життя свою давню мрію — стати борцем зі злочинністю.

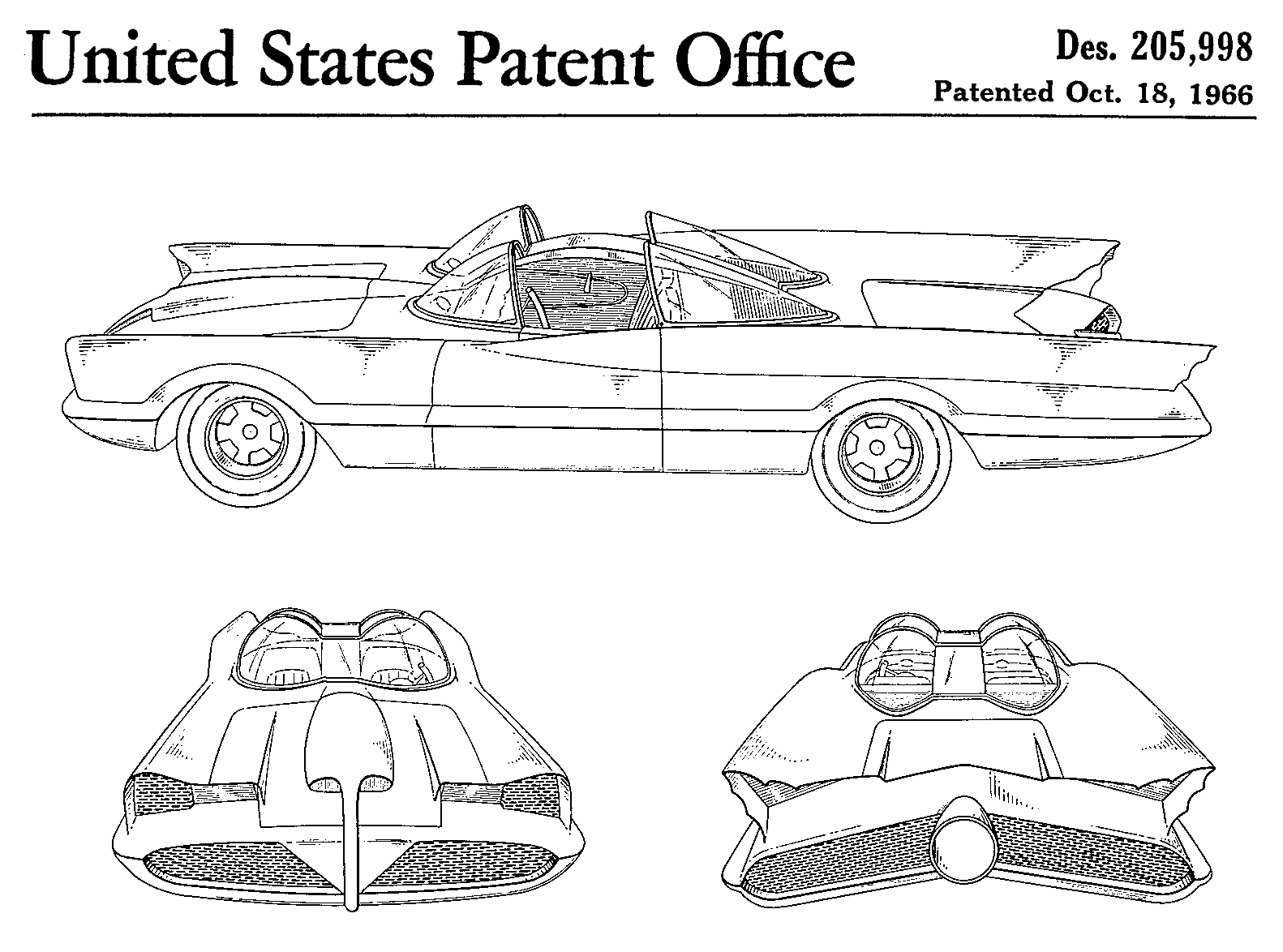

Проте під час першої нічної вилазки він зазнав невдачі. Не зважаючи на всі роки тренувань, Брюс не лише не зміг злякати злочинців, але його навіть підстрілили приїхавші поліцейські. Намагаючись осмислити причини поразки, Брюс закрився у себе в кабінеті, але його сумні роздуми перервав кажан, який увірвався у вікно кабінету. І тут Брюса осяяло. Червоні очі горіли вогнем люті, весь вигляд кажана був подібним до мисливця. Брюс Вейн зрозумів, що повинен стати лютим породженням ночі, «мисливцем люті», хижаком, видобуток якого — злочинці. «Я стану кажаном» — заявив він.
Використовуючи прибуток своєї компанії, Брюс створив під своїм маєтком бет-печеру, винайшов безліч пристроїв, здатних полегшити боротьбу зі злочинністю. Під маскою грізного кажана, Брюс почав ефективно боротися, як із організованою злочинністю, так і з психопатами всіх мастей. Не зважаючи на те, що багато впливових людей Ґотема не довіряли Бетмену, а деякі відверто вважали його злочинцем, Лицареві темряви вдалося налагодити зв'язки з поліцією міста, зокрема з комісаром Джеймсом Ґордоном (Бетмен врятував від корумпованих поліцейських його новонародженого сина), який навіть добився від мера дозволу поставити на даху поліцейського департаменту бет-сигнал (величезний прожектор з символікою кажана).
Згодом Темному лицареві довелося зіткнутися з такими небезпечними противниками, як Джокер, Дволикий, Отруйний Плющ, Загадник, Страхопудало і Людина-кажан. Коли батьки юного циркового акробата Діка Ґрейсона гинуть, Брюс бере його під свою опіку. Так з'являється перший Робін. Бетмен зустрічає одного з наймогутніших своїх ворогів — Рас аль Ґула. Саме у боротьбі з ним він вперше використовує свою третю особистість — гангстера Метчса Меллоуна.
Незабаром після цього Робін покидає маєток Вейнів (Тут починаються протиріччя: За однією з версій його підстрілив Джокер, і Брюс вирішив більше не піддавати небезпеці свого помічника. За сучаснішим варіантом, Робін спізнюється через місію Підлітків Титанів і ледве встигає допомогти Темному лицареві врятувати новонароджену дитину від Клейфейса.) Так або інакше, незабаром Дік придумує собі нове амплуа. Віднині, він — Найтвінґ (англ. Nightwing; «нічне крило»). Проте, Бетмен не довго горював за втратою напарника і вже через тиждень взяв собі нового. Бездомний хлопчик Джейсон Тодд намагався поцупити колеса з Бетмобіля, залишеного у Провулку Злочинів (місці, де загинули батьки маленького Брюса). Але і він не протримався довго. Не пройшло й пари років, як він загинув від рук того ж Джокера десь в арабських країнах.
На його місце, через короткий термін, приходить третій Робін, Тім Дрейк. Хлопець вирішив, що Бетмен не може бути без Робіна, і розшукав Діка Ґрейсона. Нічне Крило повернувся у Ґотем саме вчасно, щоб допомогти Бетмену у битві з Дволиким. У результаті, вони обидва опинились у пастці, але Тім врятував їх і допоміг зупинити божевільного. Але отримав він костюм Робіна лише після того, як врятував Брюса від Страшили.
Один з найсильніших ворогів Бетмена, Бейн, розстрілявши будівлю психлікарні Аркхам, випускає на свободу всіх божевільних. Після тривалого кошмару що запанував на вулицях ґотема Бейн проникає у маєток Вейнів і застає Темного лицаря зненацька. Він ламає Брюсу хребет і стає одноосібним правителем ґотемського злочинного світу. Борець зі злочинністю вимушений тимчасово залишити свій терен Жану-Полю Веллі, також відомому як Азраель. Останній створює механізований суперкостюм Лицаря темряви і легко перемагає гіганта Бейна. Проте, жорстокість наступника змусила Вейна, здолавши двійника, знову встати на варту закону у Ґотемі.
Після цього Брюс ненадовго покидає місто і залишає плащ і маску Бетмена Діку. Разом з Робіном-Тімом, вони протистоять Дволикому, який втікає з Блекгейта. Під час вірусу, який атакував місто, Бетмен намагається знайти протиотруту, тим паче, що на смертельну хворобу захворів і Робін. У гонитві за «Колесом хвороб» вони намагаються здолати об'єднаних Бейна і Рас Аль Гуля.
Бет-команді вдається здолати негідників і врятувати місто від вимирання. Незабаром страшний землетрус руйнує Ґотем, і влада вирішує, знищивши всі мости і тунелі, які сполучають місто з сушею, кинути місто напризволяще. У Ґотемі запанувала територіальна система, де кожним відвойованим шматком володіє банда. Бет-команда і поліція такі самі банди по нових правилах: правилах «Нічиєї Землі».
Врешті-решт, завдяки злагодженим діям поліції, Бет-команді, а також втручанню Лекса Лутора, Ґотем був відбудований заново. Хоча на його руїнах на той час вже чудово повеселилися Джокер, Дволикий, Бейн, Чорна маска, Містер Фріз і багато інших. У новому Ґотемі злочинців стало не менше і роботи для Темного лицаря анітрохи не зменшилося. Джокер, який втік зі СЛЕБА, вирішив знищити Землю і перетворити всіх людей на свої копії, що сміються, коли лікарки заявили йому, що у нього невиліковна пухлина мозку. На щастя, його зупинив Нічне Крило.
Незабаром Брюса Вейна звинуватили у вбивстві Веспер Фейрчайлд у власному маєтку. Вейн зникає з лиця землі. На жаль, найважчим випробуванням для всієї Бет-команди став саме цей період, коли їм доводилося жити лише життями своїх альтер-его. Лиходій Хаш завдав Вейну не менш тяжкого удару, спочатку звівши його зі всіма класичними бетменівськими лиходіями, а пізніше вбивши декілька його близьких людей. Пізніше Ґотем потрясли так звані «Військові Ігри», у результаті яких Темний лицар показав щонайповнішу нездатність контролювати порядок у місті. Главою злочинного світу став маніяк-садист Чорна маска, вбивши по дорозі двох союзників Кажана: ватажка банди «Хілл» Орфеуса і Спойлер — члена Бет-команди.
Робін, Бетдівчинка і Оракул покинули Ґотем, а Дік Ґрейсон, вирішивши діяти один, став підніматися по кримінальних сходах, щоб дістатися до Чорної маски з іншого боку. Поліція повністю розірвала всі зв'язки з Темним лицарем і прибрала бет-сигнал з даху поліцейської ділянки. Але й на цьому пригоди героя не закінчилися. З того світу повернувся Джейсон Тодд. В образі нового Червоного Ковпака (старим був Джокер), отероризувавши не лише Бетмена і поліцію, але й синдикат Чорної маски.

## Поза коміксами
- Фільми:
  - Бетмен (1966)
  - Дилогія Бертона:
    1. Бетмен (1989)
    2. Бетмен: Повернення (1992)

  - Дилогія Шумахера:
    1. Бетмен назавжди (1995)
    2. Бетмен і Робін (1997)

  - Трилогія Нолана:
    1. Бетмен: Початок (2005)
    2. Темний Лицар (2008)
    3. Темний Лицар повертається (2012)

  - Світи DC:
    1. Бетмен проти Супермена: На зорі справедливості (2016)
    2. Загін Самогубців (2016) (камео)
    3. Ліга Справедливості (2017)
    4. Ліга Справедливості Зака Снайдера (2021)

  - Трилогія Метта Рівза:
    1. Бетмен (2022)

- Серіали:
  - Бетмен (1943)
  - Бетмен і Робін (1947)
  - Бетмен (1966-1968)
  - Ґотем (2014)

- У різний час Бетмена грали:
  - Люїс Вілсон
  - Адам Вест
  - Майкл Кітон
  - Вел Кілмер
  - Джордж Клуні
  - Крістіан Бейл
  - Девід Мазуз
  - Бен Аффлек
  - Роберт Паттінсон

У різний час суперлиходіїв грали:
- Джокер:
  1. Сізар Ромеро
  2. Джек Ніколсон
  3. Гіт Леджер
  4. Кемерон Монеген
  5. Хоакін Фенікс

- Жінка-Кішка / Селіна Кайл:
  1. Джулі Ньюмар
  2. Ерта Кітт
  3. Мішель Пфайфер
  4. Енн Гетевей
  5. Камрен Бікондова
  6. Зої Кравітц

- Пінгвін / Освальд Коббльпот:
  1. Берджесс Мередіт
  2. Денні ДеВіто
  3. Робін Лорд Тейлор
  4. Колін Фаррелл

- Загадник / Едвард Ніґма:
  1. Френк Горшін
  2. Джим Керрі
  3. Корі Майкл Сміт
  4. Пол Дано

- Бейн:
  1. Роберт Свенсон
  2. Том Гарді
  3. Шейн Вест

- Дволикий / Гарві Дент:
  1. Томмі Лі Джонс
  2. Аарон Екхарт
  3. Ніколас Д'Агосто

- Містер Фріз / Віктор Фріс:
  1. Джордж Сандерс
  2. Отто Премінґер
  3. Елай Воллак
  4. Арнольд Шварценеггер
  5. Натан Дерроу

- Отруйний Плющ / Памела Айслі:
  1. Ума Турман
  2. Меґґі Ґега

- Ра'с аль Ґул:
  1. Ліам Нісон
  2. Александр Сіддіг

- Страхопудало / Джонатан Крейн:
  1. Кілліан Мерфі
  2. Девід В. Томпсон
  3. Чарлі Тахен

- Карміне Фальконе:
  1. Том Вілкінсон
  2. Джон Доумен
  3. Джон Туртурро

## Мультфільми
- Мультсеріали:
  - Нові пригоди Бетмена (1977)
  - Бетмен: Анімаційні серії (1992)
  - Бетмен майбутнього (1999)
  - Пригоди Бетмена і Робіна (1995)
  - Нові пригоди Бетмена (також відомий як «Бетмен: Лицарі Ґотема») (1997)
  - Бетмен (2004)

- Мультфільми:
  - Бетмен: Маска Привида (1993)
  - Бетмен і Містер Фріз (1998)
  - Бетмен Майбутнього (1999)
  - Бетмен Майбутнього: Повернення Джокера (2000)
  - Бетмен: Таємниця Бет Жінки (2003)
  - Бетмен проти Дракули (2005)
  - Бетмен: Лицар Ґотема (2008)